# Jonatan (Kopołowicz)
Jonatan, imię świeckie Iwan Kopołowicz (ur. 8 czerwca 1912 w Oleszniku, zm. 21 maja 1990) – rosyjski biskup prawosławny.

## Życiorys
Pochodził z głęboko wierzącej rusińskiej rodziny chłopskiej z Zakarpacia. Jego ojciec brał udział w ruchu moskalofilskim i przyczynił się do utworzenia w rodzinnej wsi parafii prawosławnej (większość Rusinów zakarpackich należała do Cerkwi greckokatolickiej). Przyszły biskup ukończył cztery klasy gimnazjum w Użhorodzie, a następnie seminarium duchowne w Sremskich Karlovcach. 21 listopada 1933 przyjął święcenia diakońskie, zaś trzy lata później – kapłańskie. Służył w Mukaczewie. W 1941 został ponadto nauczycielem gimnazjum w Chuście, zaś w latach 1945–1949 był sekretarzem eparchii mukaczewskiej i użhorodzkiej. Następnie przez pięć lat był dziekanem parafii prawosławnych na Węgrzech. W 1954 wrócił do Mukaczewa, gdzie został ponownie sekretarzem zarządu eparchii i proboszczem parafii przy soborze katedralnym. W 1961 ukończył wyższe studia teologiczne na Uniwersytecie Preszowskim, zaś dwa lata później uzyskał stopień doktora teologii. W 1964 wyjechał do Moskwy, gdzie był wykładowcą Moskiewskiej Akademii Duchownej i pracował w Wydziale Zewnętrznych Stosunków Cerkiewnych Patriarchatu Moskiewskiego. 12 listopada 1965 złożył wieczyste śluby mnisze, dwa dni później otrzymał godność archimandryty.
28 listopada 1965 został wyświęcony na biskupa tegelskiego, wikariusza eparchii berlińskiej i niemieckiej. W latach 1966–1967 pełnił obowiązki locum tenens Egzarchatu Środkowoeuropejskiego oraz eparchii wiedeńskiej i austriackiej. Następnie od 1967 do 1970 był egzarchą Ameryki Północnej i Południowej, arcybiskupem nowojorskim i aleuckim. W 1970 objął katedrę tambowską i miczuryńską, na której pozostawał przez dwa lata. W 1972 został biskupem kiszyniowskim i mołdawskim i sprawował tenże urząd do 1987, gdy został przeniesiony w stan spoczynku. Zmarł w 1990 i został pochowany na terenie monasteru św. Mikołaja w Mukaczewie.